# Kayfabe

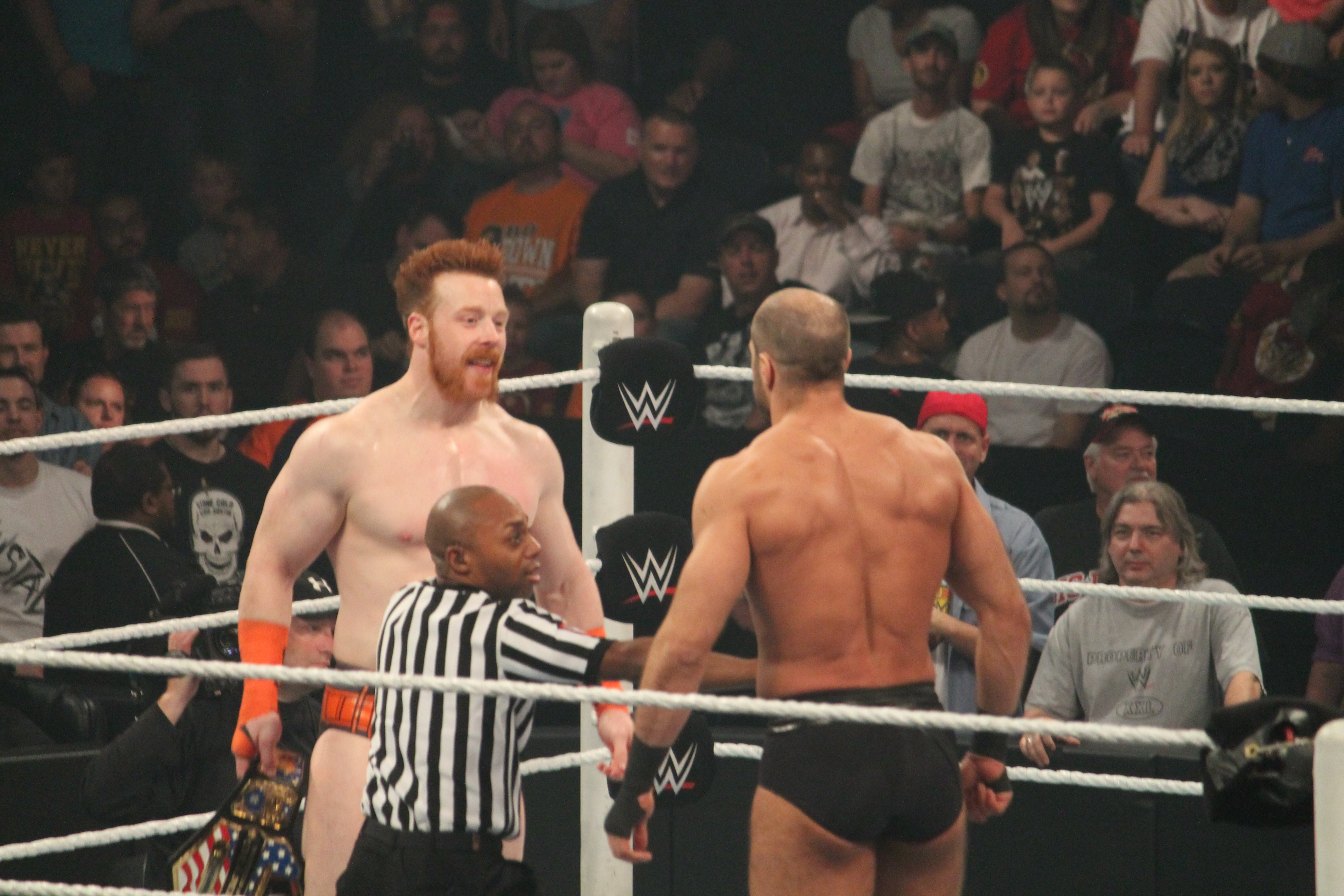
Wrestlerzy kłócący się w kayfabe (Sheamus z lewej i Cesaro z prawej)

Kayfabe – we wrestlingu oznacza tworzenie iluzji, że wszystko, co jest prezentowane publiczności w czasie gal, jest autentyczne, w tym postacie (gimmicki), fabuła (storyline) i rywalizacje między zawodnikami (feudy). Gdy wrestler zachowuje się w inny sposób, niż zachowałaby się odgrywana przez niego postać w danej sytuacji, mówi się, że łamie kayfabe. Jeśli jakieś wydarzenie związane z wrestlingiem było fikcyjne, mówi się, że miało miejsce w kayfabe. Kiedy zawodnik nie trzyma się odgórnych ustaleń i próbuje naprawdę skrzywdzić swojego przeciwnika, używa czyjegoś prawdziwego imienia zamiast pseudonimu ringowego lub ujawnia kulisy organizacyjne, to takie zachowanie nazywa się shootem.

## Historia

### Początki i rozwój kayfabe
Termin kayfabe był używany już w pierwszej połowie XX wieku. W 1937 nowojorski dziennikarz sportowy Marcus Griffin wydał książkę Fall Guy, która była pierwszym udokumentowanym opisem terminologii, którą posługiwali się wrestlerzy i promotorzy wrestlingu. Z czasem, gdy opinia publiczna stawała się coraz bardziej świadoma kulisów wrestlingu, termin ten coraz częściej był stosowany także przez dziennikarzy i fanów. Łamanie kayfabe, nawet poza pracą i w miejscach publicznych, w przeszłości uchodziło za szkodliwe dla biznesu i było zwalczane przez promotorów. Z tego powodu to w jakim stopniu walki wrestlerskie były wyreżyserowane w przeszłości i to kiedy termin zaczął funkcjonować jest dyskusyjne wśród historyków. Już w XIX wieku w cyrkach organizowano profesjonalne zapasy, które częściowo były aranżowane. W XIX wieku i na początku XX wrestlerzy wyzywali ochotników z publiczności do walki, oferując nagrody pieniężne za zwycięstwo lub wytrzymanie bez przypięcia lub poddania przez określony czas. Czasami osoby wyłaniane z publiczności były podstawione i poinstruowane, aby przegrać.
Również dziennikarze sportowi traktowali z początku wrestling jak autentyczną dyscyplinę sportu. W Stanach Zjednoczonych do zdemaskowania wrestlingu częściowo przyczyniła się szeroko nagłaśniana medialnie rywalizacja z lat 1905–1911 między Frankiem Gotchem, a George'em Hackenschmidtem. Tej rywalizacji towarzyszyła jedna z pierwszych udokumentowanych fabuł we wrestlingu z podziałem na face'a i heela. Popularność pojedynków Gotcha i Hackenschmidta zachęciła promotorów do częstszego stosowania technik, wykorzystywanych w wodewilach. Uznaje się też, że od tego momentu gazety w większości przestały traktować wrestling jak autentyczną dyscyplinę sportu.
Organizująca walki objazdowe w latach 20. grupa Gold Dust Trio wprowadziła wiele innowacji do tworzenia iluzji we wrestlingu, jak odtwarzanie tego samego programu walk w różnych miastach, wprowadzenie limitów czasowych, stosowanie bardziej dynamicznych i widowiskowych manewrów (często wymagających współpracy obu zawodników) i udawanie bólu.
Wrestler Gorgeous George radykalnie zmienił podejście wrestlerów i promotorów wrestlingu wobec gimmicków w latach 40. i 50. XX wieku. Za jego wpływem wygląd i osobowości zawodników we wrestlingu stały się bardziej barwne, przy wejściu na ring zaczęła towarzyszyć im muzyka. Wprowadzono też menedżerów (osoby towarzyszące wrestlerowi w ringu, ale niebiorące oficjalnie udziału w pojedynkach) i postacie narcystycznych heelów.

### Ochrona kayfabe w przeszłości

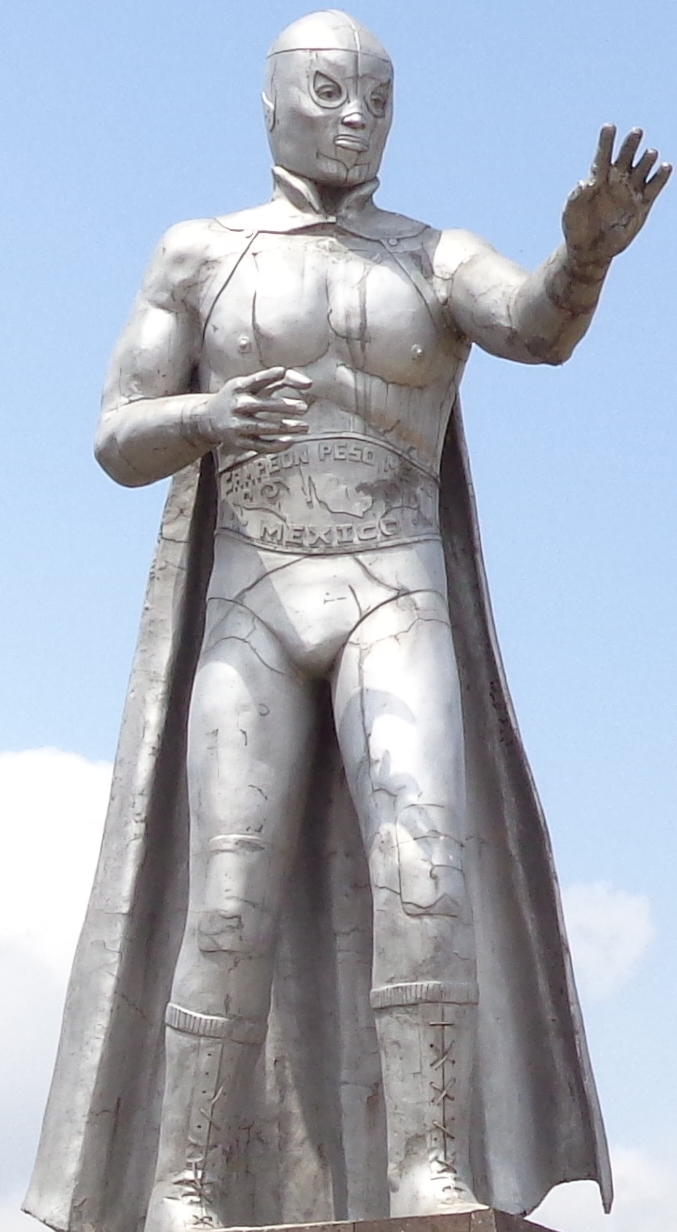
El Santo – wrestler, który dla ochrony kayfabe nie zdejmował swojej maski w przestrzeni publicznej przez 42 lata

W przeszłości, aby chronić kayfabe, wrestlerzy często odgrywali swoją postać także w przestrzeni publicznej, poza zorganizowanymi wydarzeniami. Na przykład w latach 90. Sandman został oślepiony w kayfabe w programie telewizyjnym ECW, ale udawał niewidzącego także w przestrzeni publicznej. Nikita Koloff, choć był Amerykaninem, zmienił imię, nauczył się rosyjskiego i udawał Rosjanina w przestrzeni publicznej od 1984 do 1992. El Santo ukrywał swoją twarz pod maską przez 42 lata, do 1982.
Niektórzy wrestlerzy utrzymywali, że zarówno walki, jak i postacie, kontuzje i inne wydarzenia fikcyjne są autentyczne, także w wywiadach i w programach telewizyjnych typu talk show. W latach 80. w programie Davida Lettermana wystąpił Andy Kaufman w kołnierzu ortopedycznym i Jerry Lawler. Rozmawiali oni o swoim sporze poważnie, a na koniec Lawler uderzy Kaufmana, a ten w odpowiedzi oblał go kawą i zagroził pozwem. Fakt, że cała rywalizacja była ustawiona, a kontuzje udawane został oficjalnie potwierdzony dopiero ponad 10 lat po śmierci Kaufmana. Big Van Vader, gdy udzielał wywiadu w Kuwejcie, był wielokrotnie pytany czy wrestling jest udawany. Vader zaprzeczał, a w pewnym momencie zdenerwowany przewrócił stół i pociągnął znajdującego się po drugiej stronie reportera za krawat, aby pokazać, że nie żartuje. Gdy wrestler David Schultz został publicznie zapytany przez reportera czy wrestling jest udawany, spoliczkował go i zapytał czy to wydawało mu się udawane. Również The Ultimate Warrior udawał niezrównoważonego w programie The Arsenio Hall Show. Hulk Hogan, aby przekonać prowadzącego program Hot Properties, że wrestling jest autentyczny, wykonał na nim manewr, który go zranił. Po programie prowadzący pozwał Hogana.
W przeszłości wrestlerzy traktowali kayfabe tak poważnie, że chronili go nawet w sytuacjach zagrożenia zdrowia lub konsekwencji prawnych. W 1975, gdy doszło do wypadku samolotu z personelem National Wrestling Alliance na pokładzie, jednym z pasażerów, Mr. Wrestling, udzielał informacji policji, personelowi medycznemu i dziennikarzom, podając im fałszywe dane osobowe, aby chronić tożsamość ogrywanej przez siebie postaci. Sabu udawał, że nie potrafi mówić po angielsku nawet po wypadku w ringu i kontuzji szyi, gdy próbował się z nim porozumieć personel medyczny. W jego imieniu mówił Paul Heyman. Według biografii Hulka Hogana, The Wild Samoans zostali pewnego razu niesłusznie aresztowani za posiadanie nielegalnej broni palnej. Ale nawet w więzieniu udawali dzikusów, którzy potrafią się porozumiewać tylko pomrukując i chrząkając

### Złagodzenie podejścia do kayfabe
Wraz z rozwojem masowych mediów, wrestlerzy i promotorzy wrestlingu zaczęli łagodzić swoje podejście do kayfabe. Już w 1937 nowojorski dziennikarz sportowy Marcus Griffin opublikował książkę Fall Guy, która dokumentowała zakulisowe techniki i terminologie stosowane przez promotorów i wrestlerów. Nadal jednak ochrona kayfabe była traktowana poważnie.
W 1989 najbardziej wpływowy promotor wrestlingu w Stanach Zjednoczonych Vince McMahon wystąpił przed stanowym senatem w New Jersey oświadczając, że wrestling nie jest sportem. Chciał w ten sposób przekonać komisję, aby wykreśliła wrestling z listy sportów objętych regulacjami, w wyniku których WWF musiałoby płacić podatki od organizowanych gal. McMahon oświadczył, że wrestling powinno się definiować jako działalność, w której uczestnicy zmagają się współpracując ze sobą, przede wszystkim w celu zapewnienia rozrywki widzom, a nie zmierzenia się w uczciwych zawodach atletycznych. WWF zaczęło określać swoją działalność mianem rozrywki sportowej. Ustawa deregulująca wrestling przeszła 10 lutego, stosunkiem głosów 37 do 1. Wielu analityków i mediów (na przykład The Independent) określają to wydarzenie jako śmierć kayfabe.
W 1995 doszło do incydentu zwanego Montreal Screwjob, kiedy Bret Hart miał stracić mistrzostwo WWF World Heavyweight na rzecz Shawna Michaelsa, choć miał być przygotowany na inny scenariusz. Ten incydent, a także nawiązujący do niego wywiad Jima Rossa z prezesem WWF Vince'em McMahonem, były uważane za kontrowersyjne, ponieważ zacierały granice między autentycznością, a iluzją, a były szeroko nagłaśniane. Miały jednak duży wpływ na podejście do kayfabe. Coraz popularniejsze stawały się work shooty, czyli udawanie na potrzeby budowania dramaturgii, że ktoś złamał kayfabe. W 1997 Vince McMahon oficjalnie oświadczył w telewizji, że wrestling jest wyreżyserowaną rozrywką.
W 1998 powstał film dokumentalny Exposed! Pro Wrestling's Greatest Secrets, poświęcony wyjaśnianiu w jaki sposób przygotowywane są gale wrestlingu. W 1999 powstał fabularny film biograficzny o Andym Kaufmanie Człowiek z księżyca, w którym wrestler Jerry Lawler grał samego siebie. W jednej ze scen Lawler i inne postacie rozmawiają o prawdziwej rywalizacji we wrestlingu, przyznając, że była ona całkowicie ustawiona.
Wraz z rozwojem internetu pod koniec lat 90. XX wieku i w XXI wieku wrestling stał się znacznie bardziej jawnym przedsięwzięciem. Popularne wśród fanów wrestlingu stały się strony tematyczne i fora dyskusyjne poświęcone wrestlingowi od strony produkcyjnej. Sami wrestlerzy przeważnie są zobligowani do ochrony kayfabe tylko w czasie gal. Nie chronią swojej prawdziwej tożsamości poza nimi. Niektórzy z nich, między innymi Stone Cold, Colt Cabana i Chris Jericho, prowadzą własne podcasty, w czasie których rozmawiają o sprawach zakulisowych z innymi osobami związanymi z wrestlingiem.
Choć popularna wśród fanów stała się fraza kayfabe jest martwy, zdaniem części obserwatorów, obecnie fani wrestlingu są częścią kayfabe, odpowiednio reagując na bieżące wydarzenia w czasie wydarzeń związanych z wrestlingiem. Obserwatorzy ci zwracają również uwagę na to, że popularne przykłady łamania kayfabe w latach 90. i w XXI wieku, takie jak Montreal Screwjob, również mogły być wyreżyserowane na potrzeby budowania dramaturgii.